# Матонте, Андрес
Андре́с Матиас Мато́нте Кабрера (исп. Andrés Matías Matonte Cabrera; род. 30 марта 1988, Монтевидео) — уругвайский футбольный судья. Арбитр ФИФА с 2019 года.

## Биография
Андрес Матонте родился в 1988 году в Монтевидео. По профессии является учителем физкультуры. В возрасте 20 лет начал работать футбольным судьёй в любительских и низших лигах чемпионата Уругвая. Впервые начал работать на матчах Первого дивизиона в 2017 году. В 2019 году Матонте получил статус арбитра ФИФА.
В 2021 году Матонте был признан лучшим арбитром чемпионата Уругвая. 20 ноября Матонте судил финальный матч Южноамериканского кубка 2021 года между бразильскими командами «Атлетико Паранаэнсе» и «Ред Булл Брагантино» (1:0), который прошёл в Монтевидео на стадионе «Сентенарио». В начале 2022 года Матонте работал на матче за Суперкубок Уругвая между «Пеньяролем» и «Пласой Колонией» (1:0 в дополнительное время).
На международной арене в 2019 году Матонте работал только в качестве резервного арбитра. Впервые в качестве главного судьи Андрес отработал в матче Кубка Либертадорес 2020 между «Депортиво Тачирой» и «Индепендьенте Медельином» (2:0). Игра второго квалификационного этапа состоялась 12 февраля 2020 года. Продолжает регулярно судить матчи важнейших клубных турниров Южной Америки.
Кроме того, Матонте работал на матчах отборочного турнира к чемпионату мира 2022 года. В 2021 году работал на трёх матчах Кубка арабских наций, организованного ФИФА в Катаре.
В мае 2022 года Андрес Матонте был включён ФИФА в список арбитров, которые будут работать на матчах финального турнира чемпионата мира 2022 года в Катаре.
В октябре 2022 года прокуратура Уругвая начала расследование в отношении Андреса и его брата Роберто Марсело Матонте в связи с различными сообщениями, указывающими на мошенничество.
В мае 2024 года был отобран одним из главных судей для обслуживания матчей Кубка Америки по футболу, который состоится в июне-июле 2024 года на футбольных полях США. 

### Чемпионат мира 2022
| Стадия         | Дата           | Место          | Команда 1 | Команда 2 | Результат | Предупреждён | Red card | Пенальти |
| -------------- | -------------- | -------------- | --------- | --------- | --------- | ------------ | -------- | -------- |
| Групповой этап | 27 ноября 2022 | Халифа, г.Доха | Хорватия  | Канада    | 4:1 (2:1) | 2 - 2        | 0 - 0    | 0 - 0    |

## Важнейшие матчи
Матонте судил следующие матчи:
- Матч за Суперкубок Уругвая (1): 2022
- Финал Южноамериканского кубка (1): 2021
- Кубок арабских наций 2021 (три игры, в том числе 1/4 финала)
- Чемпионат мира 2022